# Lesea Ukrainka
Lesea Ukrainka (în ucraineană Леся Українка), pe numele real Larisa Kosaci-Kvitka, (n. 13/25 februarie 1871, Novohrad-Volînskîi, gubernia Volînia⁠(d), Imperiul Rus – d. 1 august 1913, Surami⁠(d), viceregatul Caucazului⁠(d), Imperiul Rus) a fost o scriitoare și traducătoare ucraineană. 
A scris în genuri ca poezie, lirică, epos, teatru, proză, publicistică. De asemenea, a lucrat mult cu folclorul (220 de cântece populare înregistrate cu vocea ei), a participat activ în mișcarea națională din Ucraina.
Este cunoscută pentru ciclurile de poezii „Pe aripile cântecelor" (1893), „Gânduri și vise" (1899), „Ecouri" (1902), poemul „Povestea antică" (1893), „Un singur cuvânt" (1903), piesele de teatru „Nevasta boierului"(1913), „Kassandra "(1903-1907) „În catacombe"(1905), „Cântecul pădurii"(1911) și altele. Este singura femeie care a scris despre personajul Don Juan, în piesa „Bărbatul de piatră”.

## Biografie

### Părinții
Mama, Olga Dragomanova-Kosaci, scriitoare, care a creat sub pseudonimul Olena Pcilka (poezii și povești pentru copii în limba ucraineană, bine cunoscute în Ucraina), a participat activ în mișcarea feministă și a publicat antologia Prima Coroană. Tatăl, Piotr A. Kosaci, a fost proprietar de pământ cu o educație aleasă, iubitor de literatură și pictură. 
Lesea și-a petrecut copilăria în regiunea Volîn: în Novohrad Volînskii (1871 - primăvara anului 1879), în Luțk, satul Kolodiajne, lângă orașul Kovel.
În casa familiei Kosaciov deseori se adunau scriitori, artiști și muzicieni, se organizau serate de literatură și concerte. Unchiul Lesii, Mihail Drahomanov, a fost un om de știință celebru, care înainte de a emigra în Franța și Bulgaria, a colaborat cu Ivan Franko. El este unul dintre membrii de familie, care a avut un impact major asupra nepoatei cu privire la convingerile socialiste, idealul de a servi patria, pe care ea l-a dezvoltat și care a ajutat-o să devină critic literar și folclorist.

### Copilăria
Lesea Ucrainka și fratele ei, Mihail (numit în familie Mișelosia) au avut profesori particulari, astfel că la 4 ani, Lesea deja știa să citească. 
În ianuarie 1876, Mihail și Larisa Kosaci au călătorit la Kiev pentru a-și lua rămas bun de la Mihail Drahomanov, înainte de emigrarea lui forțată.
În vara aceluiași an, Olga Kosaci, împreună cu copiii săi, Lesea și Mihailo, au plecat în vacanță în satul Jaborițî. Acolo, pentru prima dată, Lesea a auzit de la mama sa povestea despre "mavka" (zâna pădurii) și a făcut cunoștință cu folclorul ucrainean. Împreună cu mama, copiii mergeau prin casele din sat și adunau cântece și diverse ornamente etnice pentru colecția sa.
În anul 1878, părinții Lesiei au plecat la expoziția mondială de la Paris, pentru a se întâlni cu Mihail Drahomanov. De copii a avut grijă în acea perioadă Elena Antonovna Kosaci, sora tatălui. Prietenia cu "mătușa Elea" a lăsat o amprentă asupra vieții și a operei poetesei.
Pe 7/19 noiembrie 1878, prin ordinul Ministerului Afacerilor Interne, tatăl Lesiei, P.A. Kosaci a fost transferat cu serviciul în orașul Luțk.
În martie anul 1879, Elena Antonovna Kosaci, mătusă Lesiei, a fost arestată pentru că a participat la asasinarea șefului jandarmilor din Drentelna; mai târziu, ea a fost trimisă în provincia Oloneț, iar în 1881 a fost exilată în Siberia, pentru 5 ani (în orașul Yalutorovsk, regiunea Tiumen, apoi în Tiumen). Aflând acest lucru, la sfârșitul lui 1879 (sau începutul anului 1880), Lesea  a scris prima sa poezie, „Speranța”. Creația sa literară a fost influențată și de idealurile revoluționare ale lui Maxim Gorki și a constituit un nou drum pentru literatura ucraineană, caracterizată prin forță și optimism.
În vara anului 1880, Alexandra Antonovna Kosaci-Șimanowski, mătușa Lesei, împreună cu doi fii ai săi, s-au mutat la Luțk, la familia Kosaci. Motivul mutării a fost arestarea și exilarea în Siberia a soțului ei, Boris Șimanowski. Lesea i-a rămas recunoscătoare mătușii Sașa, prima ei profesoară de muzică.
Pe 6/18 ianuarie, Lesea s-a îmbolnăvit, o răceală severă ce a degenerat într-o boală gravă. Au apărut dureri acute în piciorul drept. De la început toți au crezut că e vorba de reumatism acut, însă durerile s-au răsfrânt și asupra brațelor.
În 1880 Olga Kosaci și-a dus copiii, pe Lesea și Mihail, la Kiev, pentru ca aceștia să învețe cu profesori particulari. Acolo, Mihail și Lesea au început să învețe la liceu cu program pentru băieți, unde Lesea lua ore de pian de la soția lui M. Lysenko, Olga Alexandrovna O'Connor. 
La începutul lunii mai 1882, familia Kosaci s-a mutat la Kolodiajne, care avea să devină reședința permanentă a familiei. Între timp, Lesea și fratele său, Mihail, au locuit în Kiev și au studiat limbile greacă și latină cu profesori particulari.
În vara anului 1883, Lesea a fost diagnosticată cu tuberculoză osoasă, iar în luna octombrie a aceluiași an, profesorul Alexandr Rinek i-a operat brațul stâng, îndepărtând oasele afectate. În decembrie, Lesea s-a întors de la Kiev la Kolodiajne, starea de sănătate i se ameliorase vizibil și a început să învețe franceză și germană.
Pe 29/10 iunie 1882 s-a născut sora sa, Oksana, iar pe 22 august/2 septembrie 1884 fratele ei, Nikolai.

## Tinerețea
Încă din 1884, Lesea a scris în mod activ poezie („Crin din vale”, „Sapho”, „Vara frumoasă a trecut”) și a publicat în revista Steaua. În acel an a și apărut pseudonimul „Lesea Ucrainka”.
Pentru o vreme, Lesea a mers la școala „O. Murashko” din Kiev. Din această perioadă a rămas o imagine pictată în ulei. Larisa a trebuit să învețe de sine stătător, a fost ajutată foarte mult de către mama ei, care cunoștea mai multe limbi europene, în afară de limba ucraineană, cunoștea rusa, poloneza, bulgara, greaca și latina, fapt ce arăta nivelul ei intelectual. Olga Petrovna a educat-o pe Lesea ca pe o persoană puternică, care nu are dreptul să-și exteriorizeze sentimentele. La vârsta de 19 ani, Lesea a scris un manual pentru surorile ei, „Istoria antică a națiunilor orientale” (publicat în Ekaterinoslav, 1918). 
Lesea Ucrainka a tradus în limba ucraineană scriitori și poeți precum: Nikolai Gogol, Adam Mickiewicz, Heinrich Heine, Victor Hugo, Homer. 

## Maturitate
După ce a fost în Galiția în 1891, iar mai târziu, în Bucovina, Ucrainka s-a întâlnit cu mai multe personalități notorii din vestul Ucrainei: Ivan Franko, Michael Pavlik, Olha Kobîleanska, V. Stefanyk, Osip Makovey, Natalia Kobrînska. Principiile socio-politice ale Larisei Kosaci s-au format în perioada anilor 1894-1895, la Sofia, atunci când a petrecut jumătate de an la unchiul ei, Mihail Dragomanov, fiind marcată, de asemenea, și de moartea acestuia. 
În 1896-1898, Lesea Ucrainka a fost unul dintre fondatorii primei organizații socialiste din Ucraina de pe Nipru. A fost apropiată de marxism și social-democrația revoluționară. La sfârșitul  decadei 1890 a citit Capitalul lui Karl Marx, iar în 1902 a tradus în limba ucraineană Manifestul Partidului Comunist.

## Ultimii ani
Din motive de sănătate, Lesea a călătorit în Germania, Austro-Ungaria, Italia, Egipt, a vizitat deseori regiunea Caucazului, Odesa, Crimeea, fapt ce a contribuit la extinderea orizonturilor scriitoarei.
La începutul lunii martie 1907, Lesea Ucrainka s-a mutat de la Kolodiajne la Kiev. La sfârșitul lunii martie a călătorit în Crimeea împreună cu Klement Kvitca, ocazie cu care, în special, a vizitat Sevastopol, Ialta și Alupka.